# Lambsen Spitze
Lambsen Spitze är en bergstopp i Österrike.   Den ligger i distriktet Innsbruck-Land och förbundslandet Tyrolen, i den västra delen av landet, 400 km väster om huvudstaden Wien. Toppen på Lambsen Spitze är 2 645 meter över havet.
Terrängen runt Lambsen Spitze är bergig. Närmaste större samhälle är Telfs, 17,6 km norr om Lambsen Spitze. 
I omgivningarna runt Lambsen Spitze växer i huvudsak barrskog. Runt Lambsen Spitze är det ganska tätbefolkat, med 80 invånare per kvadratkilometer.